# Vilson Rosero
Vilson Rosero (Provincia de Chimborazo, Ecuador; 24 de agosto de 1974) es un exfutbolista de Ecuador que jugó en la posición de centrocampista.

## Carrera

### Club
| Periodo   | Club                 |
| --------- | -------------------- |
| 1993–1998 | CD El Nacional       |
| 1999      | Universidad Católica |
| 2000      | CSD Macará           |
| 2001–2002 | CD El Nacional       |
| 2003–2005 | SD Aucas             |
| 2006      | Universidad Católica |

### Selección nacional
Jugó para Ecuador en cuatro partidos de la Copa América 1997, donde fue el que falló el penal en los cuartos de final ante México donde Ecuador quedó eliminado del torneo.